# Mannschaftskader der polnischen Mannschaftsmeisterschaft im Schach 1958
Die Liste der Mannschaftskader der polnischen Mannschaftsmeisterschaft im Schach 1958 enthält (soweit bekannt) alle Spieler, die in der Endrunde der polnischen Mannschaftsmeisterschaft im Schach 1958 mindestens einmal eingesetzt wurden.

## Allgemeines
Während Hetman Wrocław, Drukarz Warszawa, Pogoń Wrocław und Start Łódź in allen Wettkämpfen die gleichen sieben Spieler einsetzten, spielten bei Polonia Warszawa 13 Spieler mindestens eine Partie. Insgesamt kamen 105 Spieler zum Einsatz.

## Legende
Die nachstehenden Tabellen enthalten folgende Informationen:
- Nr.: Ranglistennummer; ein zusätzliches "W" bezeichnet Frauen
- Pkt.: Anzahl der erreichten Punkte
- Partien: Anzahl der gespielten Partien

## ZS Start Katowice
| Nr. | Name                   | Pkt. | Partien |
| --- | ---------------------- | ---- | ------- |
| 1   | Wiktor Balcarek        | 5,5  | 11      |
| 2   | Stefan Brzózka         | 3,5  | 6       |
| 3   | Edward Nahlik          | 4    | 8       |
| 4   | Zygmunt Kloza          | 8    | 11      |
| 5   | Stanisław Kornasiewicz | 5    | 11      |
| 6   | Edward Olej            | 3,5  | 7       |
| 7   | Kazimierz Badylak      | 3    | 5       |
| 8   | Alojzy Przybyszewski   | 5,5  | 7       |
| W1  | Klara Knapik           | 7,5  | 11      |

## KKSz WDK Kraków
| Nr. | Name                   | Pkt. | Partien |
| --- | ---------------------- | ---- | ------- |
| 1   | Bogdan Śliwa           |      |         |
| 2   | Edward Arłamowski      |      |         |
| 3   | Edward Knapczyk        |      |         |
| 4   | Orest Słobodzian       |      |         |
| 5   | Ryszard Gąsiorowski    |      |         |
| 6   | Andrzej Szyszko-Bohusz |      |         |
| 7   | Tadeusz Ciejka         |      |         |
| 8   | Czesław Wesołowski     |      |         |
| W1  | Anna Jurczyńska        |      |         |

## ŁKS Łódź
| Nr. | Name                 | Pkt. | Partien |
| --- | -------------------- | ---- | ------- |
| 1   | Andrzej Karnkowski   |      |         |
| 2   | Witold Balcerowski   |      |         |
| 3   | Jan Gadaliński       |      |         |
| 4   | Jan Piechota         |      |         |
| 5   | Jerzy Panasewicz     |      |         |
| 6   | Konstanty Wróblewski |      |         |
| 7   | Franciszek Damański  |      |         |
| W1  | Róża Herman          |      |         |

## WKSz Legion Warszawa
| Nr. | Name                   | Pkt. | Partien |
| --- | ---------------------- | ---- | ------- |
| 1   | Andrzej Pytlakowski    |      |         |
| 2   | Władysław Litmanowicz  |      |         |
| 3   | Marian Ziembiński      |      |         |
| 4   | Teofan Domżał          |      |         |
| 5   | Nowacki                |      |         |
| 6   | Czesław Krulisch       |      |         |
| 7   | Władysław Klus         |      |         |
| 8   | Kazimierz Przymusiński |      |         |
| W1  | Mirosława Litmanowicz  |      |         |

## KKS Polonia Warszawa
| Nr. | Name                  | Pkt. | Partien |
| --- | --------------------- | ---- | ------- |
| 1   | Janusz Szukszta       | 3    | 4       |
| 2   | Stanisław Gawlikowski | 8    | 11      |
| 3   | Romuald Grąbczewski   | 2    | 4       |
| 4   | Janusz Szpotański     | 2    | 4       |
| 5   | Andrzej Filipowicz    | 5,5  | 8       |
| 6   | Natan Borowski        | 3,5  | 6       |
| 7   | Andrzej Adamski       | 4    | 5       |
| 8   | Waldemar Kurowski     | 3,5  | 9       |
| 9   | Zygmunt Burakowski    | 1,5  | 7       |
| 10  | Ryszard Chrzanowski   | 0    | 2       |
| 11  | Władysław Leszczyński | 3    | 6       |
| W1  | Grażyna Piszczyk      | 3    | 6       |
| W2  | Barbara Maśniak       | 0    | 5       |

## KS Portowiec Gdańsk
| Nr. | Name                   | Pkt. | Partien |
| --- | ---------------------- | ---- | ------- |
| 1   | Jerzy Dreszer          | 7,5  | 11      |
| 2   | Wojciech Święcicki     | 5    | 10      |
| 3   | Stanisław Szczepaniec  | 1,5  | 7       |
| 4   | Bogusław Kruczyński    | 3    | 8       |
| 5   | Józef Roszkowski       | 6    | 9       |
| 6   | Mieczysław Klonowski   | 5    | 9       |
| 7   | Rudolf Hoffman         | 2,5  | 6       |
| 8   | Mieczysław Nakonieczny | 1,5  | 6       |
| W1  | Władysława Górska      | 6,5  | 11      |

## KKS Hetman Wrocław
| Nr. | Name               | Pkt. | Partien |
| --- | ------------------ | ---- | ------- |
| 1   | Czesław Błaszczak  |      |         |
| 2   | Zbigniew Terlecki  |      |         |
| 3   | Leszek Chrzanowski |      |         |
| 4   | Romuald Kuśnierz   |      |         |
| 5   | Stanisław Ćwiąkała |      |         |
| 6   | Adam Grynszpan     |      |         |
| W1  | Maria Stankiewicz  |      |         |

## GKS Bytom
| Nr. | Name                 | Pkt. | Partien |
| --- | -------------------- | ---- | ------- |
| 1   | Adam Dzięciołowski   | 5    | 11      |
| 2   | Jerzy Sowiński       | 0    | 1       |
| 3   | Janusz Domański      | 1,5  | 4       |
| 4   | Bolesław Towarnicki  | 4,5  | 9       |
| 5   | Henryk Śliwiński     | 7    | 11      |
| 6   | Zbigniew Radzikowski | 5    | 11      |
| 7   | Witold Sobotkowski   | 1    | 1       |
| 8   | Józef Rozewicz       | 3    | 9       |
| 9   | Roman Kmiecik        | 1    | 2       |
| 10  | Stefan Cieśla        | 0,5  | 1       |
| 11  | Czesław Leśnik       | 2,5  | 6       |
| W1  | Krystyna Hołuj       | 9,5  | 11      |

## BKS Budowlani Bydgoszcz
| Nr. | Name                 | Pkt. | Partien |
| --- | -------------------- | ---- | ------- |
| 1   | Jerzy Bratoszewski   |      |         |
| 2   | Stanisław Barche     |      |         |
| 3   | Waldemar Jagodziński |      |         |
| 4   | Jan Kośmicki         |      |         |
| 5   | Jan Kowalski         |      |         |
| 6   | Włodzimierz Heliasz  |      |         |
| W1  | Henryka Konarkowska  |      |         |
| W2  | Olszewska            |      |         |

## RKS Drukarz Warszawa
| Nr. | Name                  | Pkt. | Partien |
| --- | --------------------- | ---- | ------- |
| 1   | Ignacy Branicki       |      |         |
| 2   | Zbigniew Solecki      |      |         |
| 3   | Stefan Witkowski      |      |         |
| 4   | Manfred Mannke        |      |         |
| 5   | Wojciech Zabierzański |      |         |
| 6   | Stefan Zapolski       |      |         |
| W1  | M. Lerka              |      |         |

## LKS Pogoń Wrocław
| Nr. | Name               | Pkt. | Partien |
| --- | ------------------ | ---- | ------- |
| 1   | Juliusz Jaszczuk   |      |         |
| 2   | Michał Kowalski    |      |         |
| 3   | Ryszard Wyganowski |      |         |
| 4   | Ryszard Pędziński  |      |         |
| 5   | Władysław Rudak    |      |         |
| 6   | Jerzy Koszarski    |      |         |
| W1  | Danuta Samolewicz  |      |         |

## ZS Start Łódź
| Nr. | Name                | Pkt. | Partien |
| --- | ------------------- | ---- | ------- |
| 1   | Stanisław Kwapisz   |      |         |
| 2   | Kazimierz Makarczyk |      |         |
| 3   | Wiktor Matkowski    |      |         |
| 4   | Stefan Furs         |      |         |
| 5   | Jan Łachut          |      |         |
| 6   | Olszański           |      |         |
| W1  | Rostowa             |      |         |